# Латаха
Латаха — река в Московской области России, левый приток Рузы.
Протекает в южном направлении по территории городского округа Шаховская. Длина — 10 км.
Берёт начало в 2 км западнее платформы 141 км Рижского направления Московской железной дороги, впадает в Рузу у деревни Татаринки. В верхнем течении, где расположились населённые пункты Степаньково, Бухолово и Новиково, река окружена обширными полями. От устья левого притока — ручья Озимчук — течёт по заболоченному смешанному лесу.
Питание в основном происходит за счёт талых снеговых вод. Замерзает в середине ноября, вскрывается в середине апреля:7—8.